# Les Progressistes
Ne doit pas être confondu avec Les Progressistes (2007), Mouvement des progressistes ou le Mouvement de la gauche progressiste.
 (mars 2024).
Les Progressistes est un parti politique fondé en 1981 en tant que section du Parti socialiste (PS) en Nouvelle-Calédonie par des dissidents du Parti socialiste calédonien (PSC), partisans de la création d'un mouvement soutenant clairement la nouvelle majorité présidentielle de François Mitterrand. Étant donné le caractère particulier de la vie politique néo-calédonienne, où le clivage principal se fait entre partisans et opposants à l'accession à la souveraineté, la gauche locale est essentiellement représentée par les mouvements indépendantistes du Front de libération nationale kanak et socialiste (FLNKS) et donc la section du PS est relativement réduite. Pour le Congrès de Reims de 2008, il y avait ainsi 49 inscrits sur les listes du vote pour les motions en Nouvelle-Calédonie. Fin 2016, le parti se détache du PS et change de nom.

## Histoire

### Création
La section locale du Parti socialiste en Nouvelle-Calédonie a été créée au lendemain de l'élection de François Mitterrand à la présidence de la République par des dissidents du Parti socialiste calédonien (PSC). Ce dernier, créé en 1976 et engagé en faveur de l'indépendance depuis 1979 (membre du Front indépendantiste puis du FLNKS), est nettement plus à gauche que son homonyme métropolitain. Son secrétaire général, Jacques Violette, a ainsi été proche avant son arrivée en Nouvelle-Calédonie en 1969 de la Ligue communiste d'Alain Krivine. Max Chivot (né en 1946, qui fut membre du Conseil de gouvernement de 1978 à 1979) et Jean-Paul Caillard (médecin, né en 1941), deux figures du PSC et tous deux anciens participants du mouvement étudiant de Mai 68 (fondateurs de l'Association des jeunes calédoniens à Paris AJCP puis, après leur retour sur le Territoire, de l'Union de la jeunesse calédonienne UJC qui se veut le pendant européen des « Foulards rouges » kanaks), souhaitent relayer localement l'action de la nouvelle majorité sur le plan national tout en restant attaché au principe d'indépendance inter-ethnique. Max Chivot, avec Jean-Paul Caillard comme suppléant, sont d'ailleurs candidats aux législatives de juin 1981 dans la 2e circonscription, contre le sortant anti-indépendantiste et affilié au RPR Jacques Lafleur mais aussi contre le candidat du Front indépendantiste, soutenu par le PSC, François Burck (membre de l'UC).

### Historique des participations électorales
- élections législatives du 14 juin 1981 : Max Chivot, avec Jean-Paul Caillard, est candidat dans l'ancienne deuxième circonscription de la Nouvelle-Calédonie (dite « circonscription Ouest » car correspondant à la côte Ouest de la Grande Terre, dont le Grand Nouméa). Ils sont battus, le sortant Jacques Lafleur (RPCR, RPR) étant réélu dès le premier tour.
- élections territoriales du 18 novembre 1984 : ce scrutin est caractérisé par le boycott actif décidé par le FLNKS (nouveau nom du Front indépendantiste qui est passé dans une stratégie de lutte), ce qui marque le début des Évènements politiques et sociaux qui opposeront violemment partisans et opposants de l'indépendance jusqu'en 1988. La section locale du PS apporte son soutien au mouvement Libération kanak socialiste (LKS, indépendantiste modéré fondé en 1981 par des dissidents du Palika, dont le grand-chef de Guahma à Maré Nidoïsh Naisseline), qui comme lui refuse la violence et appelle à continuer le combat pour l'accès à la souveraineté par une action légaliste et réformiste à l'intérieur des institutions. Les listes LKS obtiennent 7,33 % des suffrages exprimés et six sièges (mais aucun pour le PS) sur 42 à l'Assemblée territoriale.
- élections régionales du 29 septembre 1985 : le PS de Nouvelle-Calédonie s'allie à nouveau au LKS, avec son premier secrétaire Jean-Paul Caillard en dernière position sur la liste de la Région Sud. Cette dernière, menée par le LKS Henri Bailly, récolte 3,26 % des suffrages de la Région et aucun siège.
- élections provinciales du 11 juin 1989 : après la réélection de François Mitterrand et la signature des accords de Matignon sous l'égide du gouvernement de Michel Rocard, Max Chivot, redevenu premier secrétaire en 1988, mène une liste baptisée « Majorité présidentielle » dans la Province Sud. Elle inclut des dissidents du FLNKS (comme le maire Palika de Sarraméa Patrick Holero en deuxième position). Jean-Paul Caillard pour sa part figure en neuvième place de la liste FLNKS de François Burck (qui a succédé la même année à Jean-Marie Tjibaou, assassiné, à la présidence de l'UC). La liste « Majorité présidentielle » n'obtient que le 8e meilleur score sur 11 avec seulement 2,09 % des suffrages provinciaux, et aucun élu.
- élections provinciales du 9 juillet 1995 : la section rejoint en Province Sud la liste de Raphaël Mapou sous l'étiquette Union nationale pour l'indépendance (UNI), formation du Palika qui s'oppose dans toutes les provinces sauf celle des îles Loyauté aux listes officielles du FLNKS tirées par l'UC. Max Chivot est présent en 3e position. La liste obtient 4,3 % des votes dans la Province, et aucun siège.
- élections provinciales du 9 mai 1999 : la section fait cette fois partie de la liste unitaire du FLNKS dans le Sud, menée par le président du Front et grand-chef de Saint-Louis Rock Wamytan. Son nouveau premier secrétaire depuis l'année précédente, Atélémo Moléana, est en 13e place, Jean-Pierre Aucher en 20e et Jean-Paul Caillard en 24e. Elle obtient 6 sièges dont 5 au Congrès, donc aucun pour le Parti socialiste.
- élections provinciales du 9 mai 2004 : le PS en Nouvelle-Calédonie s'allie une nouvelle fois à l'UNI d'Adolphe Digoué en Province Sud qui, outre le Palika, réunit également désormais le RDO et l'UPM. Du fait d'une profonde division des indépendantistes en six listes, dont trois se réclamant du FLNKS, ceux-ci n'ont plus aucune représentation à l'Assemblée provinciale du Sud. La liste Digoué obtient toutefois le meilleur score du camp indépendantiste, avec 4,62 % des suffrages exprimés.
- élections européennes du 12 juin 2004 : Atélémo Moléana est en troisième place de la liste « Et Maintenant, l'Europe sociale » du PS, menée par Jean-Claude Fruteau dans la circonscription Outre-Mer. Celle-ci obtient le deuxième meilleur score en Nouvelle-Calédonie, avec 17,22 % des voix locales contre 33,94 % à l'UMP de Margie Sudre.
- élections municipales des 9 et 16 mars 2008 : la section est présente sur des listes d'ouverture menées par le FLNKS dans le Grand Nouméa, notamment à Nouméa où quatre personnes du PS-NC sont présentes parmi les 10 premiers noms de la liste « Alternatives citoyennes-Une ville pour tous » menée par Sylvain Pabouty (FLNKS-Palika), à savoir Maryvonne Carpentier (2e), Michel Jorda (5e), Jean-Pierre Deteix (7e, ancien membre de l'UC et fondateur dans les années 1980 de l'Agence kanak de presse AKP tout en étant à l'époque secrétaire général du gouvernement provisoire de Kanaky ou GPK de Jean-Marie Tjibaou) et Atélémo Moléana (9e), elle obtient au 1er tour 1 174 voix et 4,62 % des suffrages exprimés pour aucun élu ; à Dumbéa, avec Jean-Pierre Aucher en 7e position sur la liste « Dumbéa avec vous » menée par Aloïsio Sako (FLNKS-RDO) qui obtient 430 suffrages (6,32 %) au 1er tour et également aucun siège ; à Païta sur la liste « Union citoyenne avec le FLNKS » menée par Louis-Jean Païta (FLNKS-UC) qui obtient 421 voix (7,97 %) au 1er tour et aucun conseiller[3].
- élections provinciales du 10 mai 2009 : la section participe à la liste « Ouverture citoyenne » qui, en Province Sud, réunit des dissidents du FLNKS (la tête de liste Louis Mapou, Marie-Claude Tjibaou, Élie Poigoune) mais aussi du Rassemblement-UMP et se veut neutre sur la question de l'indépendance pour se concentrer sur un « progressisme social » et la création d'un « destin commun ». Michel Jorda, désormais premier secrétaire, est en 11e place. La liste obtient 4,91 % des suffrages provinciaux, et aucun élu.
- élections européennes du 7 juin 2009 : Daniel Roneice, responsable du programme de formation Cadres avenir et membre de la section néo-calédonienne du PS, est présent en 8e place dans la circonscription Outre-Mer (et la deuxième dans la section Pacifique) de la liste « Changer l'Europe maintenant, avec les socialistes » d'Ericka Bareigts. Celle-ci n'obtient que le 5e meilleur score, et 5,38 % des suffrages, en Nouvelle-Calédonie.
- élections législatives des 10 et 17 juin 2012 : Michel Jorda, premier secrétaire de la section et médecin à Nouméa, est candidat dans la 1re circonscription, avec pour suppléante Marie-Paule Robert, ancienne responsable du centre de traitement des violences conjugales. Ils obtiennent le 7e et avant-dernier score avec 1 272 voix et 3,62 % des suffrages exprimés. Dans la 2e circonscription, le PS néo-calédonien soutient la candidature FLNKS de Jean-Pierre Djaïwé (Palika), qui arrive en tête du premier tour mais est battu au second par l'anti-indépendantiste de Calédonie ensemble, Philippe Gomès.
- élections municipales des 23 et 30 mars 2014 : à Nouméa, le PS-NC constitue avec le Palika le socle de la liste « Engagement citoyen » menée par Marie-Claude Tjibaou (DVG, dissidente du FLNKS et de l'UC), avec Michel Jorda comme porte-parole et plusieurs personnalités dont parmi les 10 premiers noms de la liste : Marie-Paule Robert (3e), Jean-Pierre Deteix (8e) et Alex Rodriguez (10e).

## Positionnements du parti
La section reprend les valeurs et principes fondamentaux du PS national. Elle est depuis 2006 majoritairement proche de Ségolène Royal. Elle a ainsi soutenu sa candidature à la primaire du 16 novembre 2006, le premier secrétaire de l'époque, Atélémo Moléana, déclarant à la fermeture du bureau de vote à midi : « La campagne a consisté en un banquet républicain. La grande majorité des adhérents est favorable à Ségolène Royal, mais Dominique Strauss-Kahn a quelques soutiens. Je crois que Laurent Fabius n’en a qu’un seul ». La section vote également très majoritairement pour la présidente du conseil régional de Poitou-Charentes lors de l'élection du Premier secrétaire : au premier tour, 52,95 % des suffrages se portent pour elle, 29,41 % sur Benoît Hamon et 17,64 % pour Martine Aubry. Au second tour, le PS néo-calédonien obtient une certaine médiatisation nationale pour être au cœur de la polémique sur le décompte des voix qui oppose les partisans des deux candidates restantes, Royal et Aubry. En effet, le premier résultat donné par la direction socialiste fait valoir que Martine Aubry ne devance Ségolène Royal que de 42 voix. Or, en raison d'un problème informatique, les votes de la section néo-calédonienne (dont, parmi les 16 voix qui s'y sont exprimées, 13 ont opté pour Royal) n'ont pas été décomptées. S'y ajoutent d'autres contestations des résultats en Polynésie française, dans la Moselle, l'Alsace et à Lille. La direction socialiste de Nouvelle-Calédonie appelle toutefois à l'apaisement, et son premier secrétaire, Michel Jorda, propose de s'inspirer du gouvernement local pour aboutir à une « présidence collégiale ». Le PS de Nouvelle-Calédonie est particulièrement partisan du principe de démocratie participative.  
Localement, le Parti socialiste milite pendant longtemps pour une indépendance pluri-ethnique, et le maintien après l'accès à la pleine souveraineté de liens forts, voire d'une association, avec la France. Il a toutefois nettement nuancé son propos sur le sujet en se concentrant, sur le plan de la question institutionnelle, sur la pleine application des accords de Matignon puis de Nouméa et la mise en place d'un destin commun. Ainsi, Michel Jorda précise en octobre 2007 : « L’avenir de la Calédonie, il est là, et dans un processus de décolonisation, qui n’est pas forcément synonyme d’indépendance ». Plus explicitement, en décembre 2016, présentant le changement de nom de la section socialiste pour devenir « Les Progressistes », Michel Jorda affirme que celle-ci défend désormais le non à l'indépendance et estime nécessaire le maintien des compétences régaliennes au niveau national français. 
Il reste néanmoins un allié électoral traditionnel en Province Sud, et plus précisément encore dans le Grand Nouméa, où il est presque exclusivement implanté, des indépendantistes : il formait ainsi des listes communes avec le Libération kanak socialiste (LKS) lors des Évènements des années 1980, puis est généralement associé à l'Union nationale pour l'indépendance (UNI) et plus particulièrement en son sein du Parti de libération kanak (Palika) et du Rassemblement démocratique océanien (RDO) qui regroupe les Wallisiens et Futuniens de Nouvelle-Calédonie favorables à l'accès à la pleine souveraineté. En effet, Atélémo Moléana, premier secrétaire de la section de 1998 à son décès accidentel en 2008, était auparavant militant au RDO et est resté proche de ses dirigeants. Pour les élections provinciales de 2009, le PS-NC participe au « Pôle progressiste » qui, avec des anciennes figures du FLNKS et de l'UC (Marie-Claude Tjibaou, Octave Togna, Jean-Pierre Deteix) ou des militants du Palika (Louis Mapou, Élie Poigoune) mais aussi anti-indépendantistes (Laurent Chatenay), souhaite « sortir des lignes » politiques traditionnelles opposant partisans et opposants de l'indépendance et « que la vie politique s'organise autrement que sur la peur et la frustration ». Cela aboutit à la constitution de la liste « Ouverture citoyenne » tirée par Louis Mapou et voulue comme « ni loyaliste, ni indépendantiste, mais une liste pays ».
Cet éloignement progressif d'un positionnement indépendantiste à une ligne recentrée sur le « destin commun » et un progressisme de gauche, évolution surtout menée par le premier secrétaire Michel Jorda depuis 2008, aboutit à, pour la première fois depuis 1981, une candidature isolée de la section aux élections législatives de juin 2012 dans la 1re circonscription, tout en soutenant dans la 2e circonscription la candidature unitaire du FLNKS portée par Jean-Pierre Djaïwé du Palika. De même, aux élections municipales de mars 2014, le PS-NC constitue, en association avec le Palika, la véritable cheville ouvrière de la liste « Engagement citoyen » qui se présente, comme « Ouverture citoyenne » en 2009 (dont elle retrouve plusieurs personnalités, comme Marie-Claude Tjibaou en tête de liste), dans une logique se voulant hors du clivage traditionnel loyaliste-indépendantiste et sur une ligne de gauche : le siège de la section sert de permanence de la liste ; le premier secrétaire, Michel Jorda, sans être candidat (ayant été déclaré inéligible en raison de ses comptes de campagne pour les législatives de 2012), en est le porte-parole ; Marie-Paule Robert est en 3e position. Cette liste s'oppose alors, à gauche, à celle d'union « nationaliste » soutenue par le FLNKS, menée essentiellement par l'UC et ouverte à tous les autres partis indépendantistes, dont surtout le Parti travailliste et la Dynamik unitaire Sud (DUS, créée par des dissidents du Palika en Province Sud). 
La section socialiste axe par ailleurs l'essentiel de son discours politique sur les questions économiques et sociales, et critique la droite anti-indépendantiste locale (le Rassemblement puis Les Républicains mais aussi l'Avenir ensemble et Calédonie ensemble) qu'elle qualifie de la « droite la plus inégalitaire du monde » et trop liée à des « lobbies ». Pour le PS-NC puis Les Progressistes, cette dernière représente « l'hyperlibéralisme à tout crin », « la confusion et l’irresponsabilité des pouvoirs » et une forme de ploutocratie (critiquant notamment la présence de « plus de 10 milliardaires » au Congrès). S'il reconnaît une « amélioration centriste » de la « situation des plus pauvres » depuis les années 2000, il estime par ailleurs que « la solidarité tarde à se mettre en place. On préfère défiscaliser (donc faire cadeaux aux plus riches) que financer des améliorations sociales pourtant indispensables ».
Plus largement, le PS-NC puis Les Progressistes se sont prononcés : pour la légalisation du cannabis, assurant que dans les pays où elle a été décidée la consommation a reculé ; la mise en place de la taxe générale sur la consommation associée à la loi de compétitivité pour contrôler les marges arrière et faire baisser les prix ou encore un certain protectionnisme concernant la production locale (rejoignant sur ces deux derniers points Calédonie ensemble) ; ou encore pour la création d'associations citoyennes dans chaque commune associé à un centre fermé avec gardiens, plus contraignant qu'un centre éducatif fermé, pour lutter contre la délinquance. 